# Rhostryfan
Rhostryfan är en by i Gwynedd i Wales. Byn är belägen 193,9 km 
från Cardiff. Orten har 671 invånare (2016).